# Симон Суздальський

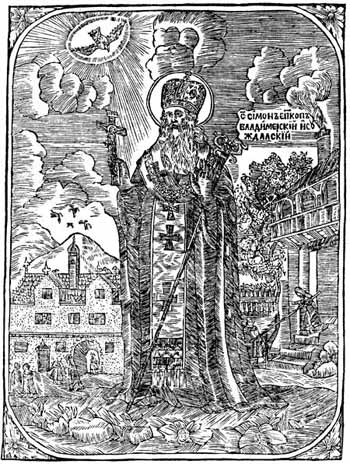
Преподобний Симон, єпископ Суздальський та постриженик Києво-Печерського монастиря. Гравюра, 1661 рік, Київ.

Симон, єпископ Суздальський († 12 століття, Київ) — православний святий, постриженик Києво-Печерського монастиря. Преподобний.

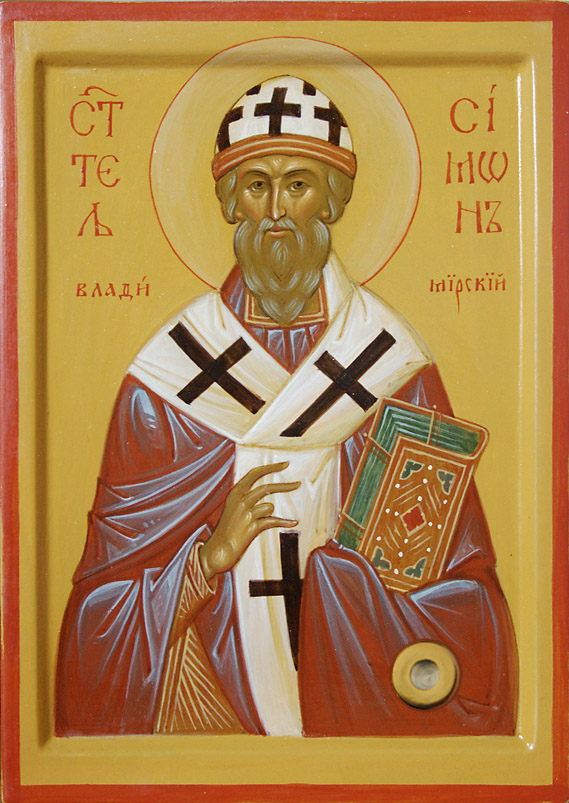
Ікона. Святитель Сімон Владимирський та Суздальський, Закарпаття, Мукачево, 2014

Про цього святителя відомо вкрай мало. Симон був єпископом Ростово-Суздальским наприкінці 11 — початку 12 століть (або, можливо, у 1160—1172); заповідав поховати себе в Лаврі. Цього святого часто плутають з іншим печерським пострижеником Симоном, єпископом Володимирським, одним з авторів «Патерика Печерського», що жив трохи пізніше і похований у Володимирі.
Мощі прп. Симона, єпископа Суздальського спочивають у Ближніх печерах, напроти мощей преподобного Аліпія іконописця.
Пам'ять 11 жовтня і 23 травня.

## Джерело
- Словник персоналій Національного Києво-Печерського історико-культурного заповідника[недоступне посилання з липня 2019] — ресурс використано за дозволом видавця.